# 中村 (岐阜県本巣郡)
中村（なかむら）は、かって岐阜県本巣郡にあった村である。
現在の本巣市根尾中に該当する。
本巣郡には約1年程「中村」という自治体が2つ存在している。一つは従来本巣郡に存在した中村。一つは方県郡の分割により本巣郡の所属となった中村である。ここでは従来本巣郡に存在した中村について記述する。

## 歴史
- 1889年（明治22年）7月1日 - 町村制により中村が発足。
- 1897年（明治30年）4月1日 - 市場村・越卒村・越波村・門脇村・黒津村・神所村・天神堂村・長島村・長嶺村と合併し、中根尾村が発足。同日中村は廃止。